# Berényi Sándor (kanonok)
Berényi Sándor (1731 körül – Szentistván, 1804. szeptember 15.) egri címzetes kanonok.

## Élete

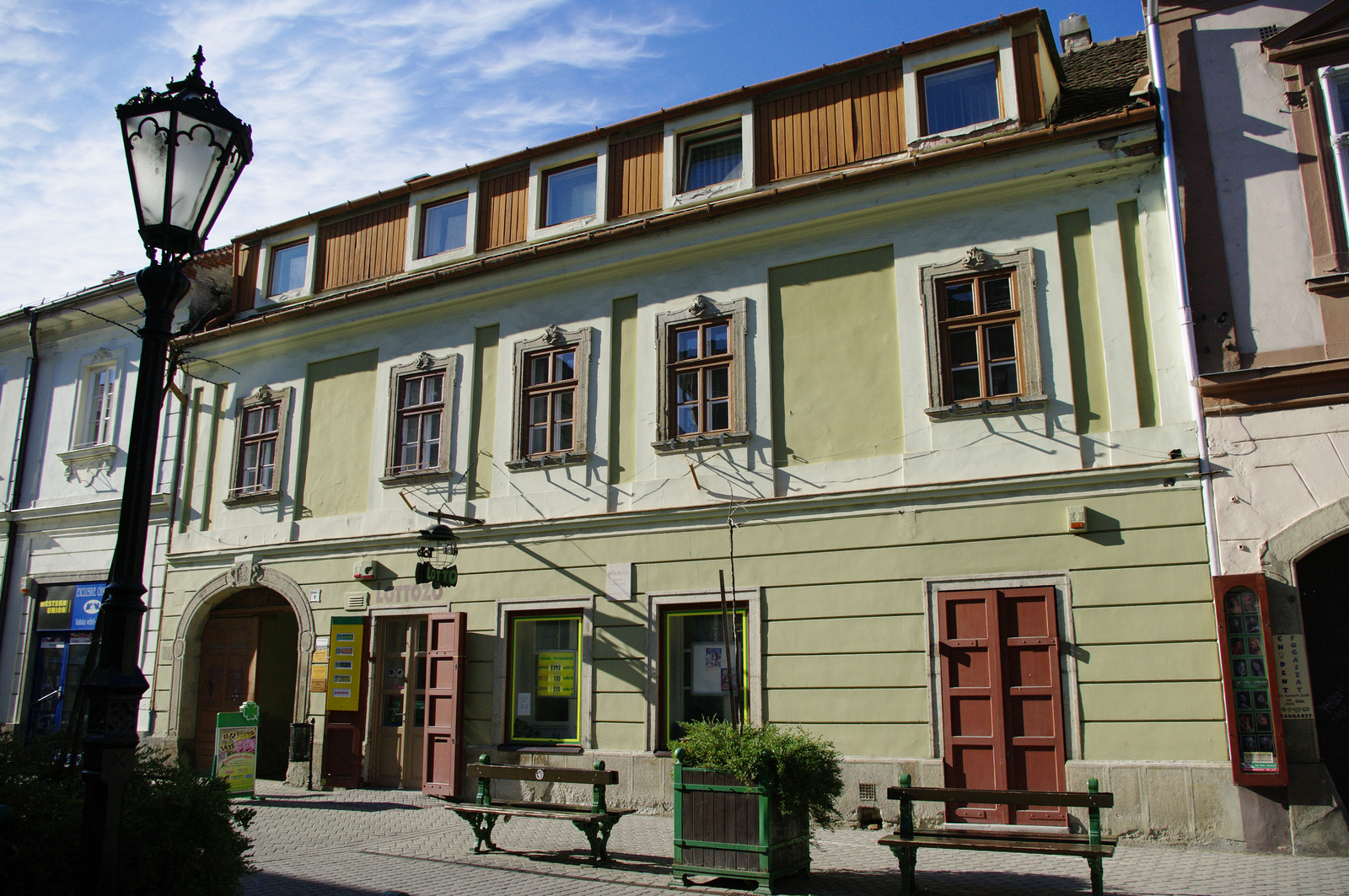
Egri lakóháza

A protestáns vallásról áttért a katolikus vallásra. Az egri líceumban a bölcselet első tanára volt, 1757-től tanított bölcseletet, 1763-tól pedig theologia practicát.  Házát, amelyben 1766 és 1772 között lakott Egerben, a mai műemlék Kilián-házat 1773. május 22-én eladta nemes Kilián Istvánnak, aki átépítette.

## Munkái
- Institutiones logicae et metaphysicae. Agriae, 1760
- Philosophia rationalis seu logica. Agriae, 1762
- Metaphysica in usum discipulorum adornata. Agriae, 1762